# Lægesalvie
Lægesalvie (Salvia officinalis), ofte skrevet læge-salvie, er en halvbusk eller staude med en løs, opstigende vækstform. Hele planten dufter kraftigt aromatisk, og den indeholder stoffer, der er bakteriedræbende. Bladene kan bruges ved tilberedning af fede kødretter.

## Beskrivelse
Stænglerne er firkantede med en bark, som først er grågrøn og håret, men som senere bliver lysegrå og furet. bladene er ovale med bugtet rand. Over- og underside er lyst grågrønne og meget rynkede.
Blomsterne sidder i aks for enden af særlige skud. De er lyseblå og uregelmæssige. Frøene er små, runde nødder. De modner godt på de rette voksesteder og kan spire under gode forhold.
Rodnettet består af en kraftig og dybtgående pælerod med talrige siderødder.
Højde x bredde og årlig tilvækst: 0,60 x 0,60 m (25 x 25 cm/år).

## Hjemsted
Lægesalvie hører hjemme i det østlige Middelhavsområde (Grækenland, Albanien, Kroatien og Italien). Arten vokser på lysåbne steder i klippefyldte, kalkrige og tørre makiområder ved Middelhavet.
I den sydøstlige del af halvøen Peloponnes i Grækenland finder man bjerget Sangias. På dette bjergs kalkstenskråninger og i en højde af 150-350 meter over havet vokser arten i en tørkepræget vegetation sammen med bl.a. arter af alant, klokke, krognål, snerre, og springknap foruden almindelig løvehale, bleg tandbæger, Centaurea raphanina (en art af knopurt), Coridothymus capitatus (en art af timian), Genista acanthoclada (en art af visse), johannesbrød, liden rustbregne, mastikstræ, Onosma graecum (en art af æseltunge) og Stachys candida (en art af galtetand), 

## Note
1. ↑  Herwig Teppner og Gregory Iatrou: Onostna sangiasense spec. nova (Boraginaceae) from Peloponnisos (Greece) – lidt rodet sightseeing på Peloponnes (engelsk)

| Portal | Portal:Botanik |